# Sergio Dalma

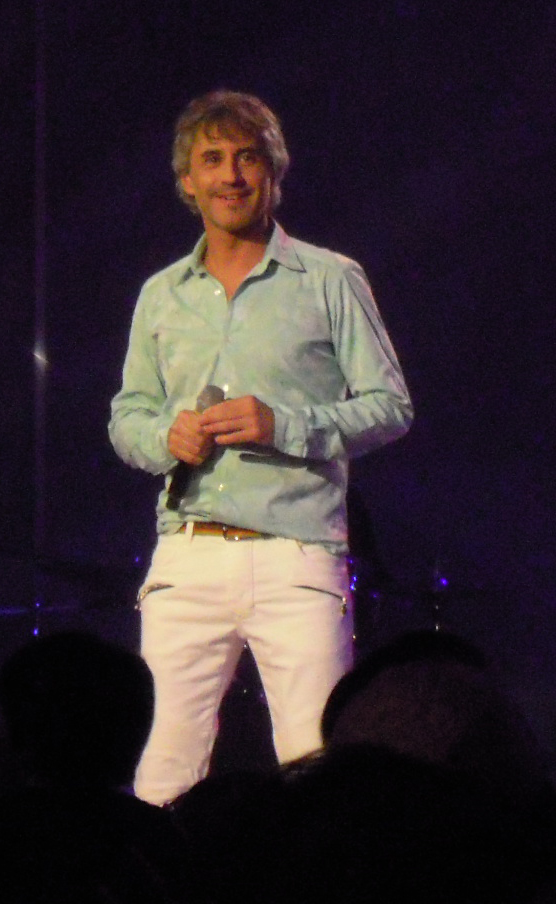
Sergio Dalma

Sergio Dalma, artiestennaam van Josep Sergi Capdevila Querol (Sabadell, 28 september 1964), is een Spaanse zanger.
Dalma begon zijn carrière als zanger in bands, tot hij ontdekt werd in een televisieprogramma van de Catalaanse televisie. Hij bracht zijn eerste album Esa chica es mia in 1989 uit. Hoewel het niet erg succesvol was, gaf de platenmaatschappij hem in 1991 nog een kans met Sintiéndonos la piel. In hetzelfde jaar nam hij ook deel aan het Eurovisiesongfestival met het lied Bailar pegados. Dalma eindigde als vierde.
Een jaar later bracht hij Adivina uit met het lied Ave Lucia, dat de top van de hitparade bereikte. Ook de albums Via Dalma (2010), Via Dalma II (2011), Cadore 33 (2013) en Vía Dalma III (2017) bereikten de eerste plaats van de Spaanse hitparade.
Dalma trouwde in 1994 met model en tv-presentatrice Maribel Sanz, met wie hij een jaar een zoon kreeg. Het paar is inmiddels gescheiden.

## Discografie

### Albums
Verzameluitgaven zijn niet opgenomen.
- Esa chica es mía (Horus, 1989)
- Sintiéndonos la piel (Horus, 1991)
- Adivina (Horus, 1992)
- Sólo para tí (Polygram, 1994)
- Cuerpo a cuerpo (Polygram, 1995)
- En concierto (Polygram, 1996, dubbel-cd)
- Historias normales (Polygram, 1998)
- Nueva vida (Universal, 2000)
- De otro color (Universal, 2003)
- Todo lo que quieres (Universal, 2005)
- A buena hora (Universal, 2008)
- Trece (Universal, 2010)
- Via Dalma (Warner, 2010)
- Via Dalma II (Warner, 2011)
- Cadore 33 (Warner, 2013)
- Dalma (Warner, 2015)
- Vía Dalma III (Warner, 2017)
- Alegría (Warner, 2021)

- Biblioteca Nacional de España: XX1487284
- Catàleg d'autoritats de noms i títols de Catalunya: 981058530556306706
- Gemeinsame Normdatei: 134780647
- International Standard Name Identifier: 0000 0000 8117 7756
- Library of Congress Control Number: nr97010623
- MusicBrainz: 7f8759ee-4ddc-4a6b-9d17-0771e1022db7
- Istituto Centrale per il Catalogo Unico: BCTV008377
- Virtual International Authority File: 39281997
- WorldCat: E39PBJckQv6PRQ4GtqmKV9xVYP

1961: Conchita Bautista · 
1962: Víctor Balaguer · 
1963: José Guardiola · 
1964: Tim, Nelly & Tony · 
1965: Conchita Bautista · 
1966: Raphael · 
1967: Raphael · 
1968: Massiel · 
1969: Salomé · 
1970: Julio Iglesias · 
1971: Karina · 
1972: Jaime Morey · 
1973: Mocedades · 
1974: Peret · 
1975: Sergio & Estíbaliz · 
1976: Braulio · 
1977: Micky · 
1978: José Vélez · 
1979: Betty Missiego · 
1980: Trigo Limpio · 
1981: Bacchelli · 
1982: Lucía · 
1983: Remedios Amaya · 
1984: Bravo · 
1985: Paloma San Basilio · 
1986: Cadillac · 
1987: Patricia Kraus · 
1988: La Década · 
1989: Nina · 
1990: Azúcar Moreno · 
1991: Sergio Dalma · 
1992: Serafín Zubiri · 
1993: Eva Santamaría · 
1994: Alejandro Abad · 
1995: Anabel Conde · 
1996: Antonio Carbonell · 
1997: Marcos Llunas · 
1998: Mikel Herzog · 
1999: Lydia · 
2000: Serafín Zubiri · 
2001: David Civera · 
2002: Rosa · 
2003: Beth · 
2004: Ramón · 
2005: Son de Sol · 
2006: Las Ketchup · 
2007: D'Nash · 
2008: Rodolfo Chikilicuatre · 
2009: Soraya · 
2010: Daniel Diges · 
2011: Lucía Pérez · 
2012: Pastora Soler · 
2013: El Sueño de Morfeo · 
2014: Ruth Lorenzo · 
2015: Edurne · 
2016: Barei · 
2017: Manel Navarro · 
2018: Alfred & Amaia · 
2019: Miki · 
2021: Blas Cantó · 
2022: Chanel · 
2023: Blanca Paloma · 
2024: Nebulossa · 
2025: Melody